# Всеобщие выборы в Коста-Рике (1953)
Всеобщие выборы в Коста-Рике проходили 26 июля 1953 года для избрания президента Коста-Рики и 45 депутатов Законодательного собрания. В результате Хосе Фигерес Феррер от Партии национального освобождения одержал победу на президентских выборах, а его партия выиграла парламентские выборы. Явка избирателей составила 67,2 %. Были также проведены местные выборы.

## Предвыборная обстановка
Всеобщие выборы 1948 года в Коста-Рике привели к тому, что Отилио Улате Бланко, кандидат от Партии национального союза, победил бывшего президента Рафаэля Анхеля Кальдерона Гуардиа и его коалицию коммунистической партии Народный авангард и социал-христианской Национальной республиканской партии. Последующее аннулирование правительством результатов выборов и победы Улате привело к гражданской войне, свергнувшей правительство кальдеронистов и созданию Учредительной хунты Второй республики во главе с Хосе Фигересом Феррером. Фигерес, социал-демократ, заключил сделку с избранным президентом Отилио Улате, по которой хунта должна была управлять всеми полномочиями (исполнительной, законодательной, судебной) в течение 18 месяцев, проводя широкий спектр реформ и созвав выборы в Учредительное собрание. Взамен хунта признавала легитимность победы Улате в 1948 году и возвращала ему власть не позднее 8 ноября 1949 года, сделав его первым президентом «Второй республики» на срок не более 4 лет.
Хунта образовалась как революционное правительство, приостановившее действие Конституции 1871 года, за исключением индивидуальных и социальных прав. Она издала несколько исполнительных декретов, имеющих силу закона, которые отменяли трудовые права, закреплённые в Трудовом кодексе, с целью увольнения кальдеронистов и коммунистов из государственных органов. Заявляя о предотвращении любого возможного подъёма милитаристских тенденций, стремящихся сорвать консолидацию демократии, хунта упразднила вооруженные силы страны, оставив только полицию для обеспечения национальной безопасности. С тех пор у Коста-Рики больше нет армии. Другие декреты, принятые хунтой, включают всеобщее избирательное право, позволяющее женщинам, выходцам из Африки и неграмотным голосовать. Учредительное собрание Коста-Рики, избранное в декабре 1948 года, утвердило новую Конституцию, основанную на предыдущей, но с некоторыми изменениями после отклонения первого, более прогрессивного проекта.
Новое правительство согласилось поддержать кальдеронистские социальные и экономические реформы, вызвав дискомфорт у олигархического и консервативного секторов. Кроме этого, решение Фигереса национализировать все банки и ввести 10%-й налог на богатство вызвало споры и привело к неудавшейся попытке государственного переворота со стороны министра общественной безопасности Эдгара Кардоны Кироса.

## Избирательная кампания
Выборы стали первыми в Коста-Рике после окончания гражданской войны 1948 года и демократические гарантии ещё не были полностью восстановлены.
Хосе Фигерес, каудильо победившей в Гражданской войне фракции Национально-освободительной армии, был кандидатом от недавно созданной Партии национального освобождения. Либерал Марио Эчанди пытался зарегистрироваться как кандидат от правящей Партии национального союза, но его кандидатура была отклонена Избирательным трибуналом из-за предполагаемых нарушений в подписях сторонников. Этот шаг был подвергнут резкой критике со стороны противников Фигереса как действие для ослабления его возможных конкурентов.
Поскольку Партия национального союза не смогла участвовать, единственная альтернативная Фигересу кандидатура, была выдвинута Демократической партией, которая выдвинула богатого промышленного магната Фернандо Кастро Сервантеса. Все три партии — Партия национального освобождения, Партия национального союза и Демократическая партия — ранее были объединены в оппозиции против правительства 1940-х годов Рафаэля Анхеля Кальдерона и его союзников, которые, как считалось, вызвали гражданскую войну. Однако после войны это объединение распалось.
Проигравшие стороны в гражданской войне, в первую очередь республиканцы (сторонники Кальдерона) и коммунисты, не могли участвовать, поскольку Республиканская партия была распущена, а Коммунистическая партия объявлена вне закона. Тем не менее республиканцам было разрешено участвовать в голосовании в законодательные органы вместе с провинциальной партией в Сан-Хосе, названной «Независимой» республиканской партией, и, таким образом, они получили несколько мест. Как и ожидалось, Фигерес одержал убедительную победу.

## Результаты

### Президентские выборы
| Кандидат                             | Кандидат                             | Партия                               | Голосов | %    |
| ------------------------------------ | ------------------------------------ | ------------------------------------ | ------- | ---- |
|                                      | Хосе Фигерес Феррер                  | Партия национального освобождения    | 123 444 | 64,7 |
|                                      | Фернандо Кастро Сервантес            | Демократическая партия               | 67 324  | 35,3 |
| Недействительных/пустых бюллетеней   | Недействительных/пустых бюллетеней   | Недействительных/пустых бюллетеней   | 6 721   | -    |
| Всего                                | Всего                                | Всего                                | 197 489 | 100  |
| Зарегистрированных избирателей/ Явка | Зарегистрированных избирателей/ Явка | Зарегистрированных избирателей/ Явка | 295 925 | 67   |
| Источник: Nohlen                     |                                      |                                      |         |      |

### Парламентские выборы
|                                       |                                                 |         |      |       |       |
| Партия                                | Партия                                          | Голоса  | %    | Места | +/-   |
|                                       | Партия национального освобождения               | 114 043 | 64,7 | 30    | +27   |
|                                       | Демократическая партия                          | 37 322  | 21,2 | 11    | новая |
|                                       | Независимая национальная республиканская партия | 12 696  | 7,2  | 3     | новая |
|                                       | Партия национального союза                      | 12 069  | 6,9  | 1     | -33   |
| Недействительных/пустых бюллетеней    | Недействительных/пустых бюллетеней              | 22 140  | -    | -     | -     |
| Всего                                 | Всего                                           | 198 270 | 100  | 45    | 0     |
| Зарегистрированных избирателей / Явка | Зарегистрированных избирателей / Явка           | 295 925 | 67   | -     | -     |
| Источники: TSE                        |                                                 |         |      |       |       |